# Between Miss Scylla and a Hard Place
Between Miss Scylla and a Hard Place – debiutancki album studyjny Gaby Kulki wydany 1 stycznia 2003 roku.

## Lista utworów
1. "Coup d'Etat" – 3:39
2. "(intro)" – 0:26
3. "Some Things Are Better" – 3:37
4. "Shoes" – 4:36
5. "Jealousy" – 3:04
6. "(Tonight I Will Doubt)" – 1:42
7. "Tonight I Will" – 4:16
8. "Miss Scylla and a Hard Place" – 5:51
9. "(The Great Sellout)" – 0:50
10. "She" – 3:11
11. "(You Sound Like a Broken Record)" – 0:49
12. "Knock Knock" – 3:55
13. "Jellybean" – 4:55
14. "(outro)" – 1:30
15. "Bodybags" – 3:39
16. "Bloodline" – 3:10